# Campeonato Europeo de Baloncesto Femenino Sub-18 de 2025
El XL Campeonato Europeo de Baloncesto Femenino Sub-18 es una competición deportiva a nivel europeo para equipos de menores de 18 años que tiene lugar en Santa Cruz de La Palma, España, desde el 5 al 13 de julio de 2025. El conjunto español se alzó con la victoria tras derrotar a Finlandia por 81-72.

## Organización

### Sedes
| Santa Cruz de La Palma                        | Los Llanos de Aridane          | La Palma Santa Cruz de La Palma Los Llanos de Aridane |
| Pabellón multiusos Roberto Rodríguez Estrello | Polideportivo Severo Rodríguez | La Palma Santa Cruz de La Palma Los Llanos de Aridane |
| Capacidad: 2 150 espectadores                 | Capacidad: desconocida         | La Palma Santa Cruz de La Palma Los Llanos de Aridane |
|                                               |                                | La Palma Santa Cruz de La Palma Los Llanos de Aridane |

### Formato de competición
Fase de grupos
Los dieciséis (16) equipos participantes están divididos en cuatro (4) grupos (A, B, C, y D) compuestos por cuatro equipos cada uno de ellos. Cada equipo jugará contra el resto de equipos de su propio grupo (un total de 3 partidos para cada equipo). 
Fase final
Todos los equipos se clasifican para la ronda de octavos de final, en la cual se enfrentarán de forma cruzada entre los Grupos A, B, C y D (A1 - B4, A2 - B3, etc.). Los ganadores de octavos de final avanzan a la ronda de cuartos de final, mientras que los no clasificados pasarán a jugar los partidos de clasificación para las posiciones entre 9-16.

## Equipos participantes
Tras el descenso en la edición anterior de Croacia, Alemania y Luxemburgo, ascendieron Montenegro, como ganadora de la División B del Campeonato Europeo de Baloncesto Femenino Sub-18 de 2024; República Checa, como subcampeonas de la misma; y Grecia, como terceras clasificadas.
- Bélgica
- Eslovenia
- España
- Finlandia
- Francia
- Grecia (3º)
- Hungría
- Israel
- Italia
- Letonia
- Montenegro (1º)
- Polonia
- Portugal
- República Checa (2º)
- Serbia
- Turquía

## Fase de grupos
Todos los horarios corresponden al huso horario local (GMT+1)

### Grupo A
| Pos. | Equipo     | PJ | G | P | PF  | PC  | DP  | Pts |
| ---- | ---------- | -- | - | - | --- | --- | --- | --- |
| 1    | Francia    | 3  | 3 | 0 | 225 | 136 | +89 | 6   |
| 2    | Montenegro | 3  | 2 | 1 | 160 | 174 | −14 | 5   |
| 3    | Serbia     | 3  | 1 | 2 | 176 | 184 | −8  | 4   |
| 4    | Israel     | 3  | 0 | 3 | 156 | 223 | −67 | 3   |

 Fuente: FIBA
Jornada 1
| 5 de julio de 2025 | Israel                                                        | 53–78                                 | Francia                                                                  | Santa Cruz de La Palma |  |
| 14:00              | Parciales: 12–29, 12–14, 10–16, 19–19                         | Parciales: 12–29, 12–14, 10–16, 19–19 | Parciales: 12–29, 12–14, 10–16, 19–19                                    | |  |
|                    | Estadísticas Zilbershlag 16 Zemmel 10 Zilbershlag 4 Zemmel 17 | Reporte Pts Reb Asts Val              | Estadísticas 17 Loubens 12 Tournebize 6 Bentoumi 21 Bentoumi, Tournebize | Pabellón: Pabellón multiusos Roberto Rodríguez Estrello Asistencia: 137 espectadores Árbitros: Ivor Matejek Irene Frosolini Megaklis-Konstantinos Marinakis |  |

| 5 de julio de 2025 | Montenegro                                                         | 58–50                                | Serbia                                                                         | Santa Cruz de La Palma |  |
| 17:00              | Parciales: 20–18, 10–18, 10–3, 18–11                               | Parciales: 20–18, 10–18, 10–3, 18–11 | Parciales: 20–18, 10–18, 10–3, 18–11                                           | |  |
|                    | Estadísticas Vujović 16 Rondović, Rakočević 7 Dragišić 5 Andrić 18 | Reporte Pts Reb Asts Val             | Estadísticas 22 Petrović 8 Aleksić, Predojević 4 Petrović, Aleksić 12 Petrović | Pabellón: Pabellón multiusos Roberto Rodríguez Estrello Asistencia: 81 espectadores Árbitros: Esperanza Mendoza Duhan Köyiçi Ioannis Tiganis |  |

Jornada 2
| 6 de julio de 2025 | Francia                                               | 76–35                              | Montenegro                                                | Los Llanos de Aridane                                                                                            |  |
| 11:30              | Parciales: 18–9, 19–8, 22–7, 17–11                    | Parciales: 18–9, 19–8, 22–7, 17–11 | Parciales: 18–9, 19–8, 22–7, 17–11                        | |  |
|                    | Estadísticas Loubens 15 Bentoumi 9 Leray 4 Loubens 22 | Reporte Pts Reb Asts Val           | Estadísticas 9 Vrcan, Bulajić 6 Jovović 2 Jovović 5 Vrcan | Pabellón: Polideportivo Severo Rodríguez Asistencia: 53 espectadores Árbitros: Petr Hrůša Viktor Nagy Azra Mušić |  |

| 6 de julio de 2025 | Serbia                                                                | 78–55                                | Israel                                                                  | Los Llanos de Aridane |  |
| 14:00              | Parciales: 19–5, 17–21, 20–14, 22–15                                  | Parciales: 19–5, 17–21, 20–14, 22–15 | Parciales: 19–5, 17–21, 20–14, 22–15                                    | |  |
|                    | Estadísticas Predojević 15 Predojević, Popović 7 Popović 6 Popović 20 | Reporte Pts Reb Asts Val             | Estadísticas 25 Zilbershlag 7 Teichman 2 Teichman, Mintz 19 Zilbershlag | Pabellón: Polideportivo Severo Rodríguez Asistencia: 68 espectadores Árbitros: Dariusz Zapolski Ivor Matejek Irene Frosolini |  |

Jornada 3
| 7 de julio de 2025 | Israel                                                                 | 48–67                                 | Montenegro                                                              | Santa Cruz de La Palma |  |
| 11:30              | Parciales: 11–12, 10–15, 12–19, 15–21                                  | Parciales: 11–12, 10–15, 12–19, 15–21 | Parciales: 11–12, 10–15, 12–19, 15–21                                   | |  |
|                    | Estadísticas Zilbershlag 14 Zilbershlag 8 Zilbershlag 5 Zilbershlag 19 | Reporte Pts Reb Asts Val              | Estadísticas' 17 Bulajić 11 Rakočević 4 Rakočević 16 Bulajić, Rakočević | Pabellón: Pabellón multiusos Roberto Rodríguez Estrello Asistencia: 41 espectadores Árbitros: Ivor Matejek Viktor Nagy Rafiks Misirovs |  |

| 7 de julio de 2025 | Serbia                                                  | 48–71                               | Francia                                                    | Santa Cruz de La Palma |  |
| 19:30              | Parciales: 15–22, 18–13, 7–17, 8–19                     | Parciales: 15–22, 18–13, 7–17, 8–19 | Parciales: 15–22, 18–13, 7–17, 8–19                        | |  |
|                    | Estadísticas Petrović 12 Popović 5 Popović 3 Aleksić 11 | Reporte Pts Reb Asts Val            | Estadísticas 13 Broliron 7 Bentoumi 6 Rousseliere 14 Leray | Pabellón: Pabellón multiusos Roberto Rodríguez Estrello Asistencia: 151 espectadores Árbitros: Dariusz Zapolski Petr Hrůša Ioannis Tiganis |  |

### Grupo B
| Pos. | Equipo   | PJ | G | P | PF  | PC  | DP  | Pts |
| ---- | -------- | -- | - | - | --- | --- | --- | --- |
| 1    | Bélgica  | 3  | 3 | 0 | 215 | 164 | +51 | 6   |
| 2    | Letonia  | 3  | 2 | 1 | 194 | 169 | +25 | 5   |
| 3    | Hungría  | 3  | 1 | 2 | 155 | 192 | −37 | 4   |
| 4    | Portugal | 3  | 0 | 3 | 138 | 177 | −39 | 3   |

 Fuente: FIBA
Jornada 1
| 5 de julio de 2025 | Bélgica                                                | 67–54                                 | Hungría                                                                  | Santa Cruz de La Palma |  |
| 11:30              | Parciales: 12–16, 23–12, 14–10, 18–16                  | Parciales: 12–16, 23–12, 14–10, 18–16 | Parciales: 12–16, 23–12, 14–10, 18–16                                    | |  |
|                    | Estadísticas Kibedi 20 Vilcinskas 12 Lynch 5 Kibedi 23 | Reporte Pts Reb Asts Val              | Estadísticas 10 Drahos, Halmágyi 9 Halmágyi 3 Ocsenás, Gréts 16 Halmágyi | Pabellón: Pabellón multiusos Roberto Rodríguez Estrello Asistencia: 107 espectadores Árbitros: Dariusz Zapolski Karolina Andersson Hrvoje Čavar |  |

| 5 de julio de 2025 | Portugal                                          | 47–50                               | Letonia                                                 | Santa Cruz de La Palma |  |
| 19:30              | Parciales: 17–12, 12–11, 10–8, 8–19               | Parciales: 17–12, 12–11, 10–8, 8–19 | Parciales: 17–12, 12–11, 10–8, 8–19                     | |  |
|                    | Estadísticas Monteiro 11 Sousa 7 Alves 4 Alves 10 | Reporte Pts Reb Asts Val            | Estadísticas 22 Liepina 10 Liepina 6 Luzgina 22 Liepina | Pabellón: Pabellón multiusos Roberto Rodríguez Estrello Asistencia: 103 espectadores Árbitros: Özlem Yalman Petr Hrůša Azra Mušić |  |

Jornada 2
| 6 de julio de 2025 | Letonia                                                | 61–69                                 | Bélgica                                                       | Los Llanos de Aridane |  |
| 17:00              | Parciales: 13–12, 12–22, 16–17, 20–18                  | Parciales: 13–12, 12–22, 16–17, 20–18 | Parciales: 13–12, 12–22, 16–17, 20–18                         | |  |
|                    | Estadísticas Liepina 19 Liepina 12 Aploka 3 Liepina 22 | Reporte Pts Reb Asts Val              | Estadísticas 19 Lynch 10 Kibedi, Vilcinskas 4 Kibedi 18 Lynch | Pabellón: Polideportivo Severo Rodríguez Asistencia: 69 espectadores Árbitros: Karolina Andersson Esperanza Mendoza Mladen Lučić |  |

| 6 de julio de 2025 | Hungría                                                                             | 48–42                               | Portugal                                                         | Los Llanos de Aridane |  |
| 19:30              | Parciales: 17–6, 15–12, 6–12, 10–12                                                 | Parciales: 17–6, 15–12, 6–12, 10–12 | Parciales: 17–6, 15–12, 6–12, 10–12                              | |  |
|                    | Estadísticas Sinka-Pálinkás 10 Janzsó 10 Ocsenás, Völgyi 5 Volgyi, Sinka-Pálinkás 7 | Reporte Pts Reb Asts Val            | Estadísticas 17 Amaro 8 tres jugadoras 3 Laura Silva 12 Teixeira | Pabellón: Polideportivo Severo Rodríguez Asistencia: 96 espectadores Árbitros: Nikola Perlić Ivana Ivanovic Ioannis Tiganis |  |

Jornada 3
| 7 de julio de 2025 | Letonia                                                        | 83–53                                | Hungría                                                          | Santa Cruz de La Palma |  |
| 14:00              | Parciales: 20–15, 20–16, 20–7, 23–15                           | Parciales: 20–15, 20–16, 20–7, 23–15 | Parciales: 20–15, 20–16, 20–7, 23–15                             | |  |
|                    | Estadísticas Liepina 20 Liepina 12 tres jugadoras 5 Liepina 28 | Reporte Pts Reb Asts Val             | Estadísticas 13 Hőgye 5 Ocsenás, Gréts 4 Ocsenás 12 Hőgye, Gréts | Pabellón: Pabellón multiusos Roberto Rodríguez Estrello Asistencia: 49 espectadores Árbitros: Esperanza Mendoza Zdravko Rutesić Megaklis-Konstantinos Marinakis |  |

| 7 de julio de 2025 | Bélgica                                             | 79–49                                | Portugal                                          | Santa Cruz de La Palma |  |
| 17:00              | Parciales: 22–17, 22–10, 17–7, 18–15                | Parciales: 22–17, 22–10, 17–7, 18–15 | Parciales: 22–17, 22–10, 17–7, 18–15              | |  |
|                    | Estadísticas Kibedi 16 Kibedi 12 Kibedi 4 Kibedi 29 | Reporte Pts Reb Asts Val             | Estadísticas 11 Silva 7 Queta 3 Monteiro 10 Alves | Pabellón: Pabellón multiusos Roberto Rodríguez Estrello Asistencia: 87 espectadores Árbitros: Karolina Andersson Duhan Köyiçi Irene Frosolini |  |

### Grupo C
| Pos. | Equipo    | PJ | G | P | PF  | PC  | DP  | Pts |
| ---- | --------- | -- | - | - | --- | --- | --- | --- |
| 1    | Finlandia | 3  | 2 | 1 | 205 | 152 | +53 | 5   |
| 2    | Italia    | 3  | 2 | 1 | 195 | 155 | +40 | 5   |
| 3    | Eslovenia | 3  | 2 | 1 | 179 | 207 | −28 | 5   |
| 4    | Grecia    | 3  | 0 | 3 | 161 | 226 | −65 | 3   |

 Fuente: FIBA
Notas:
1. 1 2 3  Finlandia: 3 pts., +36 DP; Italia: 3 pts., +1 DP; Eslovenia: 3 pts., -37 DP

Jornada 1
| 5 de julio de 2025 | Eslovenia                                                             | 44–82                                | Finlandia                                        | Los Llanos de Aridane                                                                              |  |
| 14:00              | Parciales: 11–17, 13–28, 13–18, 7–19                                  | Parciales: 11–17, 13–28, 13–18, 7–19 | Parciales: 11–17, 13–28, 13–18, 7–19             | |  |
|                    | Estadísticas Turnšek 24 Ščekić, Turnšek 4 seis jugadoras 1 Turnšek 20 | Reporte Pts Reb Asts Val             | Estadísticas 21 Ogun 7 Nikkila 4 Talonen 26 Ogun | Pabellón: Polideportivo Severo Rodríguez Árbitros: Gintaras Vitkauskas Mladen Lučić Vladimir Zanev |  |

| 5 de julio de 2025 | Grecia                                                          | 42–81                               | Italia                                                           | Los Llanos de Aridane |  |
| 17:00              | Parciales: 8–35, 8–19, 11–11, 15–16                             | Parciales: 8–35, 8–19, 11–11, 15–16 | Parciales: 8–35, 8–19, 11–11, 15–16                              | |  |
|                    | Estadísticas Zormpala 11 Lagonikaki 5 tres jugadoras 2 Syrpa 10 | Reporte Pts Reb Asts Val            | Estadísticas 19 Baldassarre 9 Obaseki 3 tres jugadoras 18 Ostoni | Pabellón: Polideportivo Severo Rodríguez Asistencia: 102 espectadores Árbitros: Suzana Vujicic Rafiks Misirovs Andžej Urbanovič |  |

Jornada 2
| 6 de julio de 2025 | Finlandia                                                         | 64–47                               | Grecia                                                             | Santa Cruz de La Palma |  |
| 11:30              | Parciales: 19–9, 14–13, 12–16, 19–9                               | Parciales: 19–9, 14–13, 12–16, 19–9 | Parciales: 19–9, 14–13, 12–16, 19–9                                | |  |
|                    | Estadísticas Gardziella 20 Ogun 8 Mace, Luukkanen 5 Gardziella 19 | Reporte Pts Reb Asts Val            | Estadísticas 10 Syrpa 11 Andreou 3 Cholopoulou, Andreou 19 Andreou | Pabellón: Pabellón multiusos Roberto Rodríguez Estrello Asistencia: 62 espectadores Árbitros: Zdravko Rutesic Özlem Yalman Andžej Urbanovič |  |

| 6 de julio de 2025 | Italia                                                   | 53–54                                | Eslovenia                                                               | Santa Cruz de La Palma |  |
| 14:00              | Parciales: 11–15, 13–14, 25–12, 4–13                     | Parciales: 11–15, 13–14, 25–12, 4–13 | Parciales: 11–15, 13–14, 25–12, 4–13                                    | |  |
|                    | Estadísticas Hassan 16 Obaseki 10 Giacchetti 6 Hassan 14 | Reporte Pts Reb Asts Val             | Estadísticas 18 Turnšek 8 tres jugadoras 4 Jerković, Turnšek 12 Turnšek | Pabellón: Pabellón multiusos Roberto Rodríguez Estrello Asistencia: 85 espectadores Árbitros: Duhan Köyiçi Valentin Oliot Anna Belousova |  |

Jornada 3
| 7 de julio de 2025 | Eslovenia                                                | 81–72                                 | Grecia                                                                    | Los Llanos de Aridane |  |
| 11:30              | Parciales: 18–12, 18–22, 26–25, 19–13                    | Parciales: 18–12, 18–22, 26–25, 19–13 | Parciales: 18–12, 18–22, 26–25, 19–13                                     | |  |
|                    | Estadísticas Turnšek 19 Turnšek 10 Jerković 8 Turnšek 25 | Reporte Pts Reb Asts Val              | Estadísticas 24 Cholopoulou 6 Cholopoulou 3 Andreou, Karra 19 Cholopoulou | Pabellón: Polideportivo Severo Rodríguez Asistencia: 30 espectadores Árbitros: Valentin Oliot Ivana Ivanovic Mladen Lučić |  |

| 7 de julio de 2025 | Italia                                                     | 61–59                               | Finlandia                                         | Los Llanos de Aridane |  |
| 17:00              | Parciales: 18–22, 16–9, 19–15, 8–13                        | Parciales: 18–22, 16–9, 19–15, 8–13 | Parciales: 18–22, 16–9, 19–15, 8–13               | |  |
|                    | Estadísticas Baldassarre 13 Cere 6 Giacchetti 5 Zanetti 20 | Reporte Pts Reb Asts Val            | Estadísticas 11 Mace, Ogun 11 Ogun 5 Mace 14 Ogun | Pabellón: Polideportivo Severo Rodríguez Asistencia: 103 espectadores Árbitros: Özlem Yalman Hrvoje Čavar Vladimir Zanev |  |

### Grupo D
| Pos. | Equipo          | PJ | G | P | PF  | PC  | DP   | Pts |
| ---- | --------------- | -- | - | - | --- | --- | ---- | --- |
| 1    | España          | 3  | 3 | 0 | 246 | 138 | +108 | 6   |
| 2    | Polonia         | 3  | 2 | 1 | 189 | 174 | +15  | 5   |
| 3    | República Checa | 3  | 1 | 2 | 171 | 217 | −46  | 4   |
| 4    | Turquía         | 3  | 0 | 3 | 148 | 225 | −77  | 3   |

 Fuente: FIBA
Jornada 1
| 5 de julio de 2025 | República Checa                                               | 50–64                                | Polonia                                                | Los Llanos de Aridane |  |
| 11:30              | Parciales: 12–26, 14–14, 12–9, 12–15                          | Parciales: 12–26, 14–14, 12–9, 12–15 | Parciales: 12–26, 14–14, 12–9, 12–15                   | |  |
|                    | Estadísticas Dittrichová 9 Metyšová 10 Kubínová 3 Metyšová 14 | Reporte Pts Reb Asts Val             | Estadísticas 13 Kloska 12 Burliga 5 Burliga 23 Burliga | Pabellón: Polideportivo Severo Rodríguez Asistencia: 39 espectadores Árbitros: Ivana Ivanović Zdravko Rutesić Anna Belousova |  |

| 5 de julio de 2025 | Turquía                                                        | 42–75                               | España                                                   | Los Llanos de Aridane |  |
| 19:30              | Parciales: 12–24, 17–12, 8–19, 5–20                            | Parciales: 12–24, 17–12, 8–19, 5–20 | Parciales: 12–24, 17–12, 8–19, 5–20                      | |  |
|                    | Estadísticas Vural 9 Berber, Vural 4 cinco jugadoras 1 Vural 9 | Reporte Pts Reb Asts Val            | Estadísticas 12 Díaz 7 Salzmann 5 Cargol, García 20 Díaz | Pabellón: Polideportivo Severo Rodríguez Asistencia: 402 espectadores Árbitros: Valentin Oliot Nikola Perlić Viktor Nagy |  |

Jornada 2
| 6 de julio de 2025 | Polonia                                                                    | 73–42                               | Turquía                                     | Santa Cruz de La Palma |  |
| 17:00              | Parciales: 18–13, 16–5, 22–6, 17–18                                        | Parciales: 18–13, 16–5, 22–6, 17–18 | Parciales: 18–13, 16–5, 22–6, 17–18         | |  |
|                    | Estadísticas Danielewicz 12 Marczyńska 11 Stępińska, Woźna 4 Marczyńska 18 | Reporte Pts Reb Asts Val            | Estadísticas 9 Düzcü 7 Yilik 3 Sel 10 Düzcü | Pabellón: Pabellón multiusos Roberto Rodríguez Estrello Asistencia: 126 espectadores Árbitros: Gintaras Vitkauskas Rafiks Misirovs Megaklis-Konstantinos Marinakis |  |

| 6 de julio de 2025 | España                                                            | 89–44                                | República Checa                                                    | Santa Cruz de La Palma |  |
| 19:30              | Parciales: 33–11, 13–13, 19–5, 24–15                              | Parciales: 33–11, 13–13, 19–5, 24–15 | Parciales: 33–11, 13–13, 19–5, 24–15                               | |  |
|                    | Estadísticas Díaz 14 cuatro jugadoras 6 tres jugadoras 4 Monje 17 | Reporte Pts Reb Asts Val             | Estadísticas 10 Kaducová 4 Taušová, Metyšová 3 Metyšová 5 Kubínová | Pabellón: Pabellón multiusos Roberto Rodríguez Estrello Asistencia: 876 espectadores Árbitros: Suzana Vujicic Hrvoje Čavar Vladimir Zanev |  |

Jornada 3
| 7 de julio de 2025 | Turquía                                                     | 64–77                                | República Checa                                        | Los Llanos de Aridane |  |
| 14:00              | Parciales: 9–26, 10–18, 23–16, 22–17                        | Parciales: 9–26, 10–18, 23–16, 22–17 | Parciales: 9–26, 10–18, 23–16, 22–17                   | |  |
|                    | Estadísticas Berber 20 cuatro jugadoras 5 Vural 3 Berber 17 | Reporte Pts Reb Asts Val             | Estadísticas 15 Tegelová 9 Cahová 7 Kubínová 22 Cahová | Pabellón: Polideportivo Severo Rodríguez Asistencia: 53 espectadores Árbitros: Nikola Perlić Gintaras Vitkauskas Azra Mušić |  |

| 7 de julio de 2025 | Polonia                                                          | 52–82                                | España                                               | Los Llanos de Aridane |  |
| 19:30              | Parciales: 19–20, 8–27, 12–18, 13–17                             | Parciales: 19–20, 8–27, 12–18, 13–17 | Parciales: 19–20, 8–27, 12–18, 13–17                 | |  |
|                    | Estadísticas Marczyńska 12 Haegenbarth 7 Burliga 3 Marczyńska 20 | Reporte Pts Reb Asts Val             | Estadísticas 14 Okeke 10 Domínguez 7 Cintas 19 Okeke | Pabellón: Polideportivo Severo Rodríguez Asistencia: 690 espectadores Árbitros: Suzana Vujicic Andžej Urbanovič Anna Belousova |  |

## Fase final
Todos los horarios corresponden al huso horario local (GMT+1)
|  | Octavos de final | Octavos de final | Octavos de final |           |            | Cuartos de final | Cuartos de final | Cuartos de final |  |           | Semifinales | Semifinales | Semifinales |         |                    | Final              | Final              | Final       |  |
|  | 9 de julio       | 9 de julio       | 9 de julio       |           |            | 10 de julio      | 10 de julio      | 10 de julio      |  |           | 12 de julio | 12 de julio | 12 de julio |         |                    | 13 de julio        | 13 de julio        | 13 de julio |  |
|  |                  |                  |                  |           |            |                  |                  |                  |  |           |             |             |             |         |                    |                    |                    |             |  |
|  |                  |                  |                  |           |            |                  |                  |                  |  |           |             |             |             |         |                    |                    |                    |             |  |
|  | A1               | Francia          | 86               |           |            |                  |                  |                  |  |           |             |             |             |         |                    |                    |                    |             |  |
|  | A1               | Francia          | 86               |           |            |                  |                  |                  |  |           |             |             |             |         |                    |                    |                    |             |  |
|  | B4               | Portugal         | 39               |           |            |                  |                  |                  |  |           |             |             |             |         |                    |                    |                    |             |  |
|  | B4               | Portugal         | 39               |           | Francia    | Francia          | 72               |                  |  |           |             |             |             |         |                    |                    |                    |             |  |
|  |                  |                  |                  |           | Francia    | Francia          | 72               |                  |  |           |             |             |             |         |                    |                    |                    |             |  |
|  |                  |                  | Italia           | Italia    | 34         |                  |                  |                  |  |           |             |             |             |         |                    |                    |                    |             |  |
|  | C2               | Italia           | Italia           | Italia    | 34         | 64               |                  |                  |  |           |             |             |             |         |                    |                    |                    |             |  |
|  | C2               | Italia           |                  |           |            |                  |                  |                  |  |           |             |             |             |         |                    |                    |                    |             |  |
|  | D3               | República Checa  | 47               |           |            |                  |                  |                  |  |           |             |             |             |         |                    |                    |                    |             |  |
|  | D3               | República Checa  | 47               |           |            |                  |                  |                  |  | Francia   | Francia     | 65          |             |         |                    |                    |                    |             |  |
|  |                  |                  |                  |           |            |                  |                  |                  |  | Francia   | Francia     | 65          |             |         |                    |                    |                    |             |  |
|  |                  |                  | España           | España    | 71         |                  |                  |                  |  |           |             |             |             |         |                    |                    |                    |             |  |
|  | B2               | Letonia          | España           | España    | 71         | 57               |                  |                  |  |           |             |             |             |         |                    |                    |                    |             |  |
|  | B2               | Letonia          |                  |           |            |                  |                  |                  |  |           |             |             |             |         |                    |                    |                    |             |  |
|  | A3               | Serbia           | 66               |           |            |                  |                  |                  |  |           |             |             |             |         |                    |                    |                    |             |  |
|  | A3               | Serbia           | 66               |           | Serbia     | Serbia           | 65               |                  |  |           |             |             |             |         |                    |                    |                    |             |  |
|  |                  |                  |                  |           | Serbia     | Serbia           | 65               |                  |  |           |             |             |             |         |                    |                    |                    |             |  |
|  |                  |                  | España           | España    | 89         |                  |                  |                  |  |           |             |             |             |         |                    |                    |                    |             |  |
|  | D1               | España           | España           | España    | 89         | 61               |                  |                  |  |           |             |             |             |         |                    |                    |                    |             |  |
|  | D1               | España           |                  |           |            |                  |                  |                  |  |           |             |             |             |         |                    |                    |                    |             |  |
|  | C4               | Grecia           | 38               |           |            |                  |                  |                  |  |           |             |             |             |         |                    |                    |                    |             |  |
|  | C4               | Grecia           | 38               |           |            |                  |                  |                  |  |           |             |             |             |         | España             | España             | 81                 |             |  |
|  |                  |                  |                  |           |            |                  |                  |                  |  |           |             |             |             |         | España             | España             | 81                 |             |  |
|  |                  |                  | Finlandia        | Finlandia | 72         |                  |                  |                  |  |           |             |             |             |         |                    |                    |                    |             |  |
|  | A2               | Montenegro       | Finlandia        | Finlandia | 72         | 74               |                  |                  |  |           |             |             |             |         |                    |                    |                    |             |  |
|  | A2               | Montenegro       |                  |           |            |                  |                  |                  |  |           |             |             |             |         |                    |                    |                    |             |  |
|  | B3               | Hungría          | 71               |           |            |                  |                  |                  |  |           |             |             |             |         |                    |                    |                    |             |  |
|  | B3               | Hungría          | 71               |           | Montenegro | Montenegro       | 52               |                  |  |           |             |             |             |         |                    |                    |                    |             |  |
|  |                  |                  |                  |           | Montenegro | Montenegro       | 52               |                  |  |           |             |             |             |         |                    |                    |                    |             |  |
|  |                  |                  | Finlandia        | Finlandia | 64         |                  |                  |                  |  |           |             |             |             |         |                    |                    |                    |             |  |
|  | C1               | Finlandia        | Finlandia        | Finlandia | 64         | 76               |                  |                  |  |           |             |             |             |         |                    |                    |                    |             |  |
|  | C1               | Finlandia        |                  |           |            |                  |                  |                  |  |           |             |             |             |         |                    |                    |                    |             |  |
|  | D4               | Turquía          | 57               |           |            |                  |                  |                  |  |           |             |             |             |         |                    |                    |                    |             |  |
|  | D4               | Turquía          | 57               |           |            |                  |                  |                  |  | Finlandia | Finlandia   | 77          |             |         |                    |                    |                    |             |  |
|  |                  |                  |                  |           |            |                  |                  |                  |  | Finlandia | Finlandia   | 77          |             |         |                    |                    |                    |             |  |
|  |                  |                  | Bélgica          | Bélgica   | 69         |                  |                  |                  |  |           |             |             |             |         |                    |                    |                    |             |  |
|  | B1               | Bélgica          | Bélgica          | Bélgica   | 69         | 66               |                  |                  |  |           |             |             |             |         |                    |                    |                    |             |  |
|  | B1               | Bélgica          |                  |           |            |                  |                  |                  |  |           |             |             |             |         |                    |                    |                    |             |  |
|  | A4               | Israel           | 44               |           |            |                  |                  |                  |  |           |             |             |             |         |                    |                    |                    |             |  |
|  | A4               | Israel           | 44               |           | Bélgica    | Bélgica          | 63               |                  |  |           |             |             |             |         | Partido 3.º puesto | Partido 3.º puesto | Partido 3.º puesto |             |  |
|  |                  |                  |                  |           | Bélgica    | Bélgica          | 63               |                  |  |           |             |             |             |         | Partido 3.º puesto | Partido 3.º puesto | Partido 3.º puesto |             |  |
|  |                  |                  | Polonia          | Polonia   | 57         |                  |                  |                  |  |           |             |             |             |         |                    |                    |                    |             |  |
|  | D2               | Polonia          | Polonia          | Polonia   | 57         | 67               |                  |                  |  |           |             |             |             | Francia | Francia            | 72                 |                    |             |  |
|  | D2               | Polonia          |                  |           |            |                  |                  |                  |  |           |             |             |             | Francia | Francia            | 72                 |                    |             |  |
|  | C3               | Eslovenia        | 65               |           |            |                  |                  |                  |  |           |             |             |             |         |                    | Bélgica            | Bélgica            | 47          |  |
|  | C3               | Eslovenia        | 65               |           |            |                  |                  |                  |  |           |             |             |             |         |                    | Bélgica            | Bélgica            | 47          |  |
|  |                  |                  |                  |           |            |                  |                  |                  |  |           |             |             |             |         |                    |                    |                    |             |  |

#### Octavos de final
| 9 de julio de 2025 | Bélgica                                                                        | 66–44                                | Israel                                                                 | Santa Cruz de la Palma |  |
| 11:30              | Parciales: 25–7, 16–10, 13–11, 12–16                                           | Parciales: 25–7, 16–10, 13–11, 12–16 | Parciales: 25–7, 16–10, 13–11, 12–16                                   | |  |
|                    | Estadísticas Vanderstraeten 12 Lynch, Vilcinskas 12 Bah 7 Lynch, Vilcinskas 16 | Reporte Pts Reb Asts Val             | Estadísticas 10 Zilbershlag 6 Zilbershlag 3 Natanov 10 Natanov, Hirsch | Pabellón: Pabellón multiusos Roberto Rodríguez Estrello Asistencia: 55 espectadores Árbitros: Ivana Ivanovic Megaklis-Konstantinos Marinakis Vladimir Zanev |  |

| 9 de julio de 2025 | Montenegro                                                | 74–71                                 | Hungría                                                            | Los Llanos de Aridane                                                                                                   |  |
| 11:30              | Parciales: 22–17, 17–15, 16–22, 19–17                     | Parciales: 22–17, 17–15, 16–22, 19–17 | Parciales: 22–17, 17–15, 16–22, 19–17                              | |  |
|                    | Estadísticas Bulajić 17 Vujović 11 Dragišić 5 Vujović 19' | Reporte Pts Reb Asts Val              | Estadísticas 18 Sinka-Pálinkás 6 Drahos 8 Drahos 18 Sinka-Pálinkás | Pabellón: Polideportivo Severo Rodríguez Asistencia: 18 espectadores Árbitros: Valentin Oliot Petr Hrůša Anna Belousova |  |

| 9 de julio de 2025 | Finlandia                                                  | 76–57                                 | Turquía                                                  | Los Llanos de Aridane |  |
| 14:00              | Parciales: 23–11, 19–16, 11–17, 23–13                      | Parciales: 23–11, 19–16, 11–17, 23–13 | Parciales: 23–11, 19–16, 11–17, 23–13                    | |  |
|                    | Estadísticas Mace 13 tres jugadoras 6 Mace 6 Mace, Ogun 16 | Reporte Pts Reb Asts Val              | Estadísticas 15 Harma 9 Berber 4 Berber 12 Harma, Berber | Pabellón: Polideportivo Severo Rodríguez Asistencia: 25 espectadores Árbitros: Ivor Matejek Gintaras Vitkauskas Irene Frosolini |  |

| 9 de julio de 2025 | Polonia                                                              | 67–65                                 | Eslovenia                                               | Santa Cruz de la Palma |  |
| 14:00              | Parciales: 15–13, 14–18, 15–15, 23–19                                | Parciales: 15–13, 14–18, 15–15, 23–19 | Parciales: 15–13, 14–18, 15–15, 23–19                   | |  |
|                    | Estadísticas Burliga 23 Burliga 12 Burliga, Brzustowska 4 Burliga 34 | Reporte Pts Reb Asts Val              | Estadísticas 17 Turnšek 10 Turnšek 5 Turnšek 21 Turnšek | Pabellón: Pabellón multiusos Roberto Rodríguez Estrello Asistencia: 81 espectadores Árbitros: Esperanza Mendoza Rafiks Misirovs Ioannis Tiganis |  |

| 9 de julio de 2025 | Francia                                                          | 86–39                               | Portugal                                                   | Los Llanos de Aridane                                                                                                 |  |
| 17:00              | Parciales: 24–14, 20–8, 18–7, 24–10                              | Parciales: 24–14, 20–8, 18–7, 24–10 | Parciales: 24–14, 20–8, 18–7, 24–10                        | |  |
|                    | Estadísticas Tournebize 14 Tournebize 12 Simplot 5 Tournebize 25 | Reporte Pts Reb Asts Val            | Estadísticas 10 Alves 6 Teixeira 3 Silva 7 Amaro, Teixeira | Pabellón: Polideportivo Severo Rodríguez Asistencia: 80 espectadores Árbitros: Suzana Vujicic Hrvoje Čavar Azra Mušić |  |

| 9 de julio de 2025 | Letonia                                                         | 57–66                                 | Serbia                                                                    | Santa Cruz de la Palma |  |
| 17:00              | Parciales: 17–15, 11–17, 15–12, 14–22                           | Parciales: 17–15, 11–17, 15–12, 14–22 | Parciales: 17–15, 11–17, 15–12, 14–22                                     | |  |
|                    | Estadísticas Liepina 14 Plorina 10 Aploka 5 Plorina, Liepina 13 | Reporte Pts Reb Asts Val              | Estadísticas 12 Aleksić 6 Mutavdzic, Popović 3 Aleksić, Brenjo 17 Aleksić | Pabellón: Pabellón multiusos Roberto Rodríguez Estrello Asistencia: 81 espectadores Árbitros: Özlem Yalman Viktor Nagy Andžej Urbanovič |  |

| 9 de julio de 2025 | Italia                                                 | 64–47                                | República Checa                                            | Los Llanos de Aridane |  |
| 19:30              | Parciales: 22–10, 16–15, 9–12, 17–10                   | Parciales: 22–10, 16–15, 9–12, 17–10 | Parciales: 22–10, 16–15, 9–12, 17–10                       | |  |
|                    | Estadísticas Hassan 13 Hassan 9 Giacchetti 5 Hassan 21 | Reporte Pts Reb Asts Val             | Estadísticas 12 Tegelová 8 Metyšová 4 Metyšová 17 Metyšová | Pabellón: Polideportivo Severo Rodríguez Asistencia: 200 espectadores Árbitros: Dariusz Zapolski Duhna Köyiçi Zdravko Rutesić |  |

| 9 de julio de 2025 | España                                                                 | 61–38                              | Grecia                                                      | Santa Cruz de la Palma |  |
| 19:30              | Parciales: 16–5, 22–10, 9–17, 14–6                                     | Parciales: 16–5, 22–10, 9–17, 14–6 | Parciales: 16–5, 22–10, 9–17, 14–6                          | |  |
|                    | Estadísticas Domínguez 13 Domínguez 14 cuatro jugadoras 3 Domínguez 18 | Reporte Pts Reb Asts Val           | Estadísticas 8 Andreou, Karra 10 Syrpa 4 Patsiatzi 12 Syrpa | Pabellón: Pabellón multiusos Roberto Rodríguez Estrello Asistencia: 700 espectadores Árbitros: Nikola Perlic Karolina Andersson Mladen Lucic |  |

#### Cuartos de final
| 10 de julio de 2025 | Montenegro                                                  | 52–64                                | Finlandia                                                 | Santa Cruz de la Palma |  |
| 11:30               | Parciales: 18–16, 11–17, 15–16, 8–15                        | Parciales: 18–16, 11–17, 15–16, 8–15 | Parciales: 18–16, 11–17, 15–16, 8–15                      | |  |
|                     | Estadísticas Bulajić 17 Rakočević 11 Bulajić 6 Rakočević 21 | Reporte Pts Reb Asts Val             | Estadísticas 14 Talonen 7 Nenonen 3 Mace, Ogun 12 Talonen | Pabellón: Pabellón multiusos Roberto Rodríguez Estrello Asistencia: 100 espectadores Árbitros: Esperanza Mendoza Gintaras Vitkauskas Anna Belousova |  |

| 10 de julio de 2025 | Bélgica                                                                          | 63–57                                | Polonia                                                        | Santa Cruz de la Palma |  |
| 14:00               | Parciales: 20–12, 15–13, 9–19, 19–13                                             | Parciales: 20–12, 15–13, 9–19, 19–13 | Parciales: 20–12, 15–13, 9–19, 19–13                           | |  |
|                     | Estadísticas Lynch 22 Kibedi, Vilcinskas 9 Pauwels, Lynch 4 Lynch, Vilcinskas 18 | Reporte Pts Reb Asts Val             | Estadísticas 15 Haegenbarth 13 Burliga 5 Kloska 22 Haegenbarth | Pabellón: Pabellón multiusos Roberto Rodríguez Estrello Asistencia: 40 espectadores Árbitros: Valentin Oliot Nikola Perlic Azra Mušić |  |

| 10 de julio de 2025 | Francia                                                                         | 72–34                               | Italia                                                        | Santa Cruz de la Palma |  |
| 17:00               | Parciales: 27–8, 15–11, 12–11, 18–4                                             | Parciales: 27–8, 15–11, 12–11, 18–4 | Parciales: 27–8, 15–11, 12–11, 18–4                           | |  |
|                     | Estadísticas Tres jugadoras 15 Tournebize 7 Rousselière, Broliron 4 Broliron 21 | Reporte Pts Reb Asts Val            | Estadísticas 7 Giacchetti 6 Zanetti 2 Giacchetti 8 Giacchetti | Pabellón: Pabellón multiusos Roberto Rodríguez Estrello Asistencia: 179 espectadores Árbitros: Suzana Vujicic Hrvoje Čavar Andžej Urbanovič |  |

| 10 de julio de 2025 | Serbia                                                                 | 65–89                                 | España                                           | Santa Cruz de la Palma |  |
| 19:30               | Parciales: 10–23, 18–23, 22–24, 15–19                                  | Parciales: 10–23, 18–23, 22–24, 15–19 | Parciales: 10–23, 18–23, 22–24, 15–19            | |  |
|                     | Estadísticas Popović 20 Mutavdzic, Dragicevic 4 Petrović 3 Petrović 12 | Reporte Pts Reb Asts Val              | Estadísticas 18 Okeke 10 Okeke 6 Cintas 24 Okeke | Pabellón: Pabellón multiusos Roberto Rodríguez Estrello Asistencia: 481 espectadores Árbitros: Dariusz Zapolski Petr Hrůša Karolina Andersson |  |

#### Semifinales
| 12 de julio de 2025 | Finlandia                                                      | 77–69                                 | Bélgica                                                            | Santa Cruz de La Palma |  |
| 17:00               | Parciales: 10–17, 21–17, 24–13, 22–22                          | Parciales: 10–17, 21–17, 24–13, 22–22 | Parciales: 10–17, 21–17, 24–13, 22–22                              | |  |
|                     | Estadísticas Luukkanen 17 Talonen, Ogun 8 Mace 17 Luukkanen 21 | Reporte Pts Reb Asts Val              | Estadísticas 14 Kibedi, Lynch 12 Vilcinskas 6 Kibedi 26 Vilcinskas | Pabellón: Pabellón multiusos Roberto Rodríguez Estrello Asistencia: 313 espectadores Árbitros: Suzana Vujicic Duhan Köyiçi Hrvoje Čavar |  |

| 12 de julio de 2025 | Francia                                                     | 65–71                                 | España                                            | Santa Cruz de La Palma |  |
| 19:30               | Parciales: 16–19, 15–22, 16–13, 18–17                       | Parciales: 16–19, 15–22, 16–13, 18–17 | Parciales: 16–19, 15–22, 16–13, 18–17             | |  |
|                     | Estadísticas Broliron 15 Bentoumi 12 Broliron 5 Bentoumi 16 | Reporte Pts Reb Asts Val              | Estadísticas 15 García 8 Okeke 9 García 22 García | Pabellón: Pabellón multiusos Roberto Rodríguez Estrello Asistencia: 1238 espectadores Árbitros: Özlem Yalman Ivor Matějek Nikola Perlic |  |

#### Partido por el 3.º puesto
| 13 de julio de 2025 | Francia                                                                 | 72–47                               | Bélgica                                                        | Santa Cruz de La Palma |  |
| 18:00               | Parciales: 18–17, 24–8, 16–6, 14–16                                     | Parciales: 18–17, 24–8, 16–6, 14–16 | Parciales: 18–17, 24–8, 16–6, 14–16                            | |  |
|                     | Estadísticas Tournebize 19 Tournebize 12 Broliron, Otto 5 Tournebize 31 | Reporte Pts Reb Asts Val            | Estadísticas 11 Vilcinskas 8 Vilcinskas 5 Dupont 15 Vilcinskas | Pabellón: Pabellón multiusos Roberto Rodríguez Estrello Asistencia: 318 espectadores Árbitros: Esperanza Mendoza Duhan Köyiçi Hrvoje Čavar |  |

#### Final
| 13 de julio de 2025 | España                                           | 81–72                                 | Finlandia                                                        | Santa Cruz de La Palma |  |
| 20:30               | Parciales: 24–12, 19–19, 13–21, 25–20            | Parciales: 24–12, 19–19, 13–21, 25–20 | Parciales: 24–12, 19–19, 13–21, 25–20                            | |  |
|                     | Estadísticas Okeke 23 Okeke 7 García 12 Okeke 29 | Reporte Pts Reb Asts Val              | Estadísticas 15 Luukkanen 6 Mace 3 Mace, Gardziella 15 Luukkanen | Pabellón: Pabellón multiusos Roberto Rodríguez Estrello Asistencia: 2320 espectadores Árbitros: Dariusz Zapolski Suzana Vujicic Valentin Oliot |  |

|                           |
| Bandera de España         |
| Campeón España 6.º título |

### Cuadro por el 5.º-8.º puesto
|  | Semifinales 5.º-8.º | Semifinales 5.º-8.º |         |        | Partido 5.º puesto | Partido 5.º puesto |  |
|  | 12 de julio         | 12 de julio         |         |        | 13 de julio        | 13 de julio        |  |
|  |                     |                     |         |        |                    |                    |  |
|  |                     |                     |         |        |                    |                    |  |
|  | Italia              | 74                  |         |        |                    |                    |  |
|  | Italia              | 74                  |         |        |                    |                    |  |
|  | Serbia              | 72                  |         |        |                    |                    |  |
|  | Serbia              | 72                  |         | Italia | 60                 |                    |  |
|  |                     |                     |         | Italia | 60                 |                    |  |
|  |                     |                     | Polonia | 69     |                    |                    |  |
|  | Montenegro          | 54                  | Polonia | 69     |                    |                    |  |
|  | Montenegro          | 54                  |         |        |                    |                    |  |
|  | Polonia             | 68                  |         |        | Partido 7.º puesto | Partido 7.º puesto |  |
|  | Polonia             | 68                  |         |        | Partido 7.º puesto | Partido 7.º puesto |  |
|  |                     |                     |         |        |                    |                    |  |
|  |                     |                     |         |        | Serbia             | 75                 |  |
|  |                     |                     |         |        | Serbia             | 75                 |  |
|  |                     |                     |         |        | Montenegro         | 51                 |  |
|  |                     |                     |         |        | Montenegro         | 51                 |  |
|  |                     |                     |         |        |                    |                    |  |

#### Semifinales del 5.º-8.º puesto
| 12 de julio de 2025 | Montenegro                                                         | 54–68                               | Polonia                                                           | Santa Cruz de La Palma |  |
| 11:30               | Parciales: 6–26, 14–17, 17–17, 17–8                                | Parciales: 6–26, 14–17, 17–17, 17–8 | Parciales: 6–26, 14–17, 17–17, 17–8                               | |  |
|                     | Estadísticas Vujović 16 Bulajić 4 Kasalica 4 Sekulović, Vujović 15 | Reporte Pts Reb Asts Val            | Estadísticas 12 Burliga 10 Marczyńska 6 Danielewicz 18 Marczyńska | Pabellón: Pabellón multiusos Roberto Rodríguez Estrello Asistencia: 13 espectadores Árbitros: Petr HrůšaHrůša Megaklis-Konstantinos Marinakis Rafiks Misirovs |  |

| 12 de julio de 2025 | Italia                                                                    | 74–72                                 | Serbia                                                             | Santa Cruz de La Palma |  |
| 14:00               | Parciales: 20–24, 17–13, 16–13, 21–22                                     | Parciales: 20–24, 17–13, 16–13, 21–22 | Parciales: 20–24, 17–13, 16–13, 21–22                              | |  |
|                     | Estadísticas Giacchetti, Baldasarre 17 Obaseki 11 Giacchetti 7 Obaseki 20 | Reporte Pts Reb Asts Val              | Estadísticas 22 Popović 8 Predojevic, Popović 6 Popović 27 Popović | Pabellón: Pabellón multiusos Roberto Rodríguez Estrello Asistencia: 14 espectadores Árbitros: Esperanza Mendoza Gintaras Vitkauskas Anna Belousova |  |

#### Partido por el 7.º puesto
| 13 de julio de 2025 | Serbia                                                   | 75–51                                 | Montenegro                                                          | Los Llanos de Aridane |  |
| 12:30               | Parciales: 14–11, 22–10, 24–17, 15–13                    | Parciales: 14–11, 22–10, 24–17, 15–13 | Parciales: 14–11, 22–10, 24–17, 15–13                               | |  |
|                     | Estadísticas Popović 22 Popović 14 Popović 12 Popović 44 | Reporte Pts Reb Asts Val              | Estadísticas 26 Bulajić 5 Radulović, Bulajić 6 Radulović 21 Bulajić | Pabellón: Polideportivo Severo Rodríguez Asistencia: 12 espectadores Árbitros: Karolina Andersson Vladimir Zanev Anna Belousova |  |

#### Partido por el 5.º puesto
| 13 de julio de 2025 | Italia                                                                    | 60–69                                | Polonia                                                               | Santa Cruz de La Palma |  |
| 11:30               | Parciales: 20–17, 17–19, 15–20, 8–13                                      | Parciales: 20–17, 17–19, 15–20, 8–13 | Parciales: 20–17, 17–19, 15–20, 8–13                                  | |  |
|                     | Estadísticas Baldassarre 12 Obaseki 9 Giacchetti 5 Giacchetti, Obaseki 13 | Reporte Pts Reb Asts Val             | Estadísticas 20 Burliga 9 Burliga, Haegenbarth 5 Stępińska 27 Burliga | Pabellón: Pabellón multiusos Roberto Rodríguez Estrello Asistencia: 28 espectadores Árbitros: Zdravko Rutesic Özlem Yalman Azra Mušić |  |

### Cuadro por el 9.º-16.º puesto
|  | Partido 13.º puesto | Partido 13.º puesto |             |          | Semifinales 13.º-16.º | Semifinales 13.º-16.º |                 |             | Cuartos de final 9.º-16.º | Cuartos de final 9.º-16.º |         |                 | Semifinales 9.º-12.º | Semifinales 9.º-12.º |  |  | Partido 9.º puesto | Partido 9.º puesto |
|  |                     |                     |             |          |                       |                       |                 |             |                           |                           |         |                 |                      |                      |  |  |                    |                    |
|  |                     |                     |             |          |                       |                       |                 |             | 10 de julio               |                           |         |                 |                      |                      |  |  |                    |                    |
|  |                     |                     |             |          |                       |                       |                 |             |                           |                           |         |                 |                      |                      |  |  |                    |                    |
|  | 13 de julio         | 13 de julio         |             |          | 12 de julio           | 12 de julio           |                 |             | Portugal                  | 37                        |         |                 | 12 de julio          | 12 de julio          |  |  | 13 de julio        | 13 de julio        |
|  | 13 de julio         | 13 de julio         |             |          | 12 de julio           | 12 de julio           |                 |             | Portugal                  | 37                        |         |                 | 12 de julio          | 12 de julio          |  |  | 13 de julio        | 13 de julio        |
|  | 13 de julio         | 13 de julio         |             |          | 12 de julio           | 12 de julio           | República Checa | 62          |                           |                           |         |                 | 12 de julio          | 12 de julio          |  |  | 13 de julio        | 13 de julio        |
|  | 13 de julio         | 13 de julio         |             | Portugal | 61                    |                       | República Checa | 62          |                           |                           |         | República Checa | 35                   |                      |  |  | 13 de julio        | 13 de julio        |
|  | 13 de julio         | 13 de julio         | 10 de julio | Portugal | 61                    |                       |                 |             |                           |                           |         | República Checa | 35                   |                      |  |  | 13 de julio        | 13 de julio        |
|  | 13 de julio         | 13 de julio         |             |          | Grecia                | 65                    |                 |             | Letonia                   | 59                        |         |                 |                      |                      |  |  | 13 de julio        | 13 de julio        |
|  | 13 de julio         | 13 de julio         | Letonia     | 56       | Grecia                | 65                    |                 |             | Letonia                   | 59                        |         |                 |                      |                      |  |  | 13 de julio        | 13 de julio        |
|  | 13 de julio         | 13 de julio         | Letonia     | 56       |                       |                       |                 |             |                           |                           |         |                 |                      |                      |  |  | 13 de julio        | 13 de julio        |
|  | 13 de julio         | 13 de julio         |             |          | Grecia                | 49                    |                 |             |                           |                           |         |                 |                      |                      |  |  | 13 de julio        | 13 de julio        |
|  | Grecia              | 48                  |             |          | Grecia                | 49                    | Letonia         | 60          |                           |                           |         |                 |                      |                      |  |  |                    |                    |
|  | Grecia              | 48                  | 10 de julio |          |                       |                       | Letonia         | 60          |                           |                           |         |                 |                      |                      |  |  |                    |                    |
|  | Turquía             | 71                  |             |          | Hungría               | 66                    |                 |             |                           |                           |         |                 |                      |                      |  |  |                    |                    |
|  | Turquía             | 71                  | Hungría     | 61       | Hungría               | 66                    |                 |             |                           |                           |         |                 |                      |                      |  |  |                    |                    |
|  |                     |                     | Hungría     | 61       | 12 de julio           | 12 de julio           | 12 de julio     | 12 de julio |                           |                           |         |                 |                      |                      |  |  |                    |                    |
|  |                     |                     | Turquía     | 57       | 12 de julio           | 12 de julio           | 12 de julio     | 12 de julio |                           |                           |         |                 |                      |                      |  |  |                    |                    |
|  | Partido 15.º puesto | Partido 15.º puesto | Turquía     | 57       | Turquía               | 66                    |                 |             |                           |                           | Hungría | 72              | Partido 11.º puesto  | Partido 11.º puesto  |  |  |                    |                    |
|  | Partido 15.º puesto | Partido 15.º puesto | 10 de julio |          | Turquía               | 66                    |                 |             |                           |                           | Hungría | 72              | Partido 11.º puesto  | Partido 11.º puesto  |  |  |                    |                    |
|  | 13 de julio         | 13 de julio         |             |          | Israel                | 57                    |                 |             | Eslovenia                 | 70                        |         |                 | 13 de julio          | 13 de julio          |  |  |                    |                    |
|  | Portugal            | 58                  | Israel      | 50       | Israel                | 57                    | República Checa | 52          | Eslovenia                 | 70                        |         |                 |                      |                      |  |  |                    |                    |
|  | Portugal            | 58                  | Israel      | 50       |                       |                       | República Checa | 52          |                           |                           |         |                 |                      |                      |  |  |                    |                    |
|  | Israel              | 52                  |             |          | Eslovenia             | 61                    |                 |             | Eslovenia                 | 46                        |         |                 |                      |                      |  |  |                    |                    |

#### Cuartos de final del 9.º-16.º puesto
| 10 de julio de 2025 | Hungría                                                     | 61–57                                | Turquía                                               | Los Llanos de Aridane |  |
| 11:30               | Parciales: 13–8, 14–18, 15–15, 19–16                        | Parciales: 13–8, 14–18, 15–15, 19–16 | Parciales: 13–8, 14–18, 15–15, 19–16                  | |  |
|                     | Estadísticas Drahos 16 Drahos, Ocsenás 8 Drahos 4 Drahos 19 | Reporte Pts Reb Asts Val             | Estadísticas 13 Çinar 7 Harma, Vural 4 Gürel 15 Küçük | Pabellón: Polideportivo Severo Rodríguez Asistencia: 14 espectadores Árbitros: Ivana Ivanovic Rafiks Misirovs Ioannis Tiganis |  |

| 10 de julio de 2025 | Israel                                                            | 50–61                                 | Eslovenia                                                       | Los Llanos de Aridane |  |
| 14:00               | Parciales: 12–15, 14–12, 12–17, 12–17                             | Parciales: 12–15, 14–12, 12–17, 12–17 | Parciales: 12–15, 14–12, 12–17, 12–17                           | |  |
|                     | Estadísticas Zilbershlag 21 Zilbershlag 14 Yadin 3 Zilbershlag 24 | Reporte Pts Reb Asts Val              | Estadísticas 13 Sedminek, Jerkovic 15 Sivka 5 Jerkovic 16 Sivka | Pabellón: Polideportivo Severo Rodríguez Asistencia: 35 espectadores Árbitros: Ivor Matejek Megaklis-Konstantinos Marinakis Vladimir Zanev |  |

| 10 de julio de 2025 | Portugal                                                | 37–62                               | República Checa                                                    | Los Llanos de Aridane |  |
| 17:00               | Parciales: 10–15, 7–9, 10–25, 10–13                     | Parciales: 10–15, 7–9, 10–25, 10–13 | Parciales: 10–15, 7–9, 10–25, 10–13                                | |  |
|                     | Estadísticas Alves 15 Teixeira 9 Alves, Fale 2 Alves 13 | Reporte Pts Reb Asts Val            | Estadísticas 15 Kubínová 7 Kubínová, Cahová 5 Metyšová 23 Kubínová | Pabellón: Polideportivo Severo Rodríguez Asistencia: 39 espectadores Árbitros: Özlem Yalman Mladen Lucic Irene Frosolini |  |

| 10 de julio de 2025 | Letonia                                                 | 56–49                                | Grecia                                                                            | Los Llanos de Aridane                                                                                                   |  |
| 19:30               | Parciales: 12–14, 9–13, 18–11, 17–11                    | Parciales: 12–14, 9–13, 18–11, 17–11 | Parciales: 12–14, 9–13, 18–11, 17–11                                              | |  |
|                     | Estadísticas Liepina 21 Liepina 12 Luzgina 4 Liepina 27 | Reporte Pts Reb Asts Val             | Estadísticas 18 Cholopoulou 10 Cholopoulou 3 Cholopoulou, Lianoudi 15 Cholopoulou | Pabellón: Polideportivo Severo Rodríguez Asistencia: 51 espectadores Árbitros: Duhan Köyiçi Zdravko Rutesic Viktor Nagy |  |

#### Semifinales del 13.º-16.º puesto
| 12 de julio de 2025 | Turquía                                          | 66–57                                | Israel                                                                            | Los Llanos de Aridane |  |
| 11:30               | Parciales: 8–12, 20–19, 18–11, 20–15             | Parciales: 8–12, 20–19, 18–11, 20–15 | Parciales: 8–12, 20–19, 18–11, 20–15                                              | |  |
|                     | Estadísticas Barnes 20 Düzcü 10 Vural 5 Vural 21 | Reporte Pts Reb Asts Val             | Estadísticas 25 Zilbershlag 14 Zilbershlag 4 Elmaliah, Zilbershlag 27 Zilbershlag | Pabellón: Polideportivo Severo Rodríguez Asistencia: 23 espectadores Árbitros: Dariusz Zapolski Ivana Ivanovic Viktor Nagy |  |

| 12 de julio de 2025 | Portugal                                                        | 61–65                                 | Grecia                                                  | Los Llanos de Aridane |  |
| 14:00               | Parciales: 15–17, 18–11, 14–14, 14–23                           | Parciales: 15–17, 18–11, 14–14, 14–23 | Parciales: 15–17, 18–11, 14–14, 14–23                   | |  |
|                     | Estadísticas Monteiro 17 Teixeira, Queta 6 Alves 10 Teixeira 18 | Reporte Pts Reb Asts Val              | Estadísticas 16 Syrpa 12 Andreou 9 Cholopoulou 19 Syrpa | Pabellón: Polideportivo Severo Rodríguez Asistencia: 26 espectadores Árbitros: Valentin Oliot Andžej Urbanovič Azra Mušić |  |

#### Semifinales del 9.º-12.º puesto
| 12 de julio de 2025 | Hungría                                                           | 72–70                                 | Eslovenia                                              | Los Llanos de Aridane |  |
| 17:00               | Parciales: 17–25, 20–14, 14–14, 21–17                             | Parciales: 17–25, 20–14, 14–14, 21–17 | Parciales: 17–25, 20–14, 14–14, 21–17                  | |  |
|                     | Estadísticas Szauter 14 Ocsenás, Kendelényi 5 Völgyi 5 Szauter 17 | Reporte Pts Reb Asts Val              | Estadísticas 26 Turnšek 8 Šćekić 9 Jerkovic 28 Turnšek | Pabellón: Polideportivo Severo Rodríguez Asistencia: 29 espectadores Árbitros: Zdravko Rutesic Irene Frosolini Ioannis Tiganis |  |

| 12 de julio de 2025 | República Checa                                                   | 35–59                               | Letonia                                                 | Los Llanos de Aridane |  |
| 19:30               | Parciales: 12–17, 6–16, 10–11, 7–15                               | Parciales: 12–17, 6–16, 10–11, 7–15 | Parciales: 12–17, 6–16, 10–11, 7–15                     | |  |
|                     | Estadísticas Paurová 10 Kaducová 5 Paurová, Vasileva 3 Paurová 13 | Reporte Pts Reb Asts Val            | Estadísticas 11 Plorina 11 Plorina 5 Plorina 22 Plorina | Pabellón: Polideportivo Severo Rodríguez Asistencia: 32 espectadores Árbitros: Karolina Andersson Mladen Lucic Vladimir Zanev |  |

#### Partido por el 15.º puesto
| 13 de julio de 2025 | Portugal                                                     | 58–52                                | Israel                                                                  | Los Llanos de Aridane |  |
| 10:00               | Parciales: 17–15, 19–10, 7–13, 15–14                         | Parciales: 17–15, 19–10, 7–13, 15–14 | Parciales: 17–15, 19–10, 7–13, 15–14                                    | |  |
|                     | Estadísticas Amaro 18 Teixeira 10 Alves 9 Amaro, Teixeira 15 | Reporte Pts Reb Asts Val             | Estadísticas 12 Zilbershlag 12 Zilbershlag 4 Zilbershlag 15 Zilbershlag | Pabellón: Polideportivo Severo Rodríguez Asistencia: 15 espectadores Árbitros: Andžej Urbanovič Rakifs Misirovs Ioannis Tiganis |  |

#### Partido por el 13.º puesto
| 13 de julio de 2025 | Grecia                                           | 48–71                                | Turquía                                         | Santa Cruz de La Palma |  |
| 14:00               | Parciales: 17–18, 11–14, 9–15, 11–24             | Parciales: 17–18, 11–14, 9–15, 11–24 | Parciales: 17–18, 11–14, 9–15, 11–24            | |  |
|                     | Estadísticas Syrpa 10 Syrpa 6 Andreou 4 Syrpa 11 | Reporte Pts Reb Asts Val             | Estadísticas 17 Yılık 13 Yılık 5 Gürel 33 Yılık | Pabellón: Pabellón multiusos Roberto Rodríguez Estrello Asistencia: 10 espectadores Árbitros: Ivor Matějek Nikola Perlic Gintaras Vitkauskas |  |

#### Partido por el 11.º puesto
| 13 de julio de 2025 | República Checa                                           | 52–46                               | Eslovenia                                                        | Los Llanos de Aridane |  |
| 15:00               | Parciales: 11–19, 17–10, 15–3, 9–14                       | Parciales: 11–19, 17–10, 15–3, 9–14 | Parciales: 11–19, 17–10, 15–3, 9–14                              | |  |
|                     | Estadísticas Civínová 10 Vasileva 8 Taušová 3 Vasileva 19 | Reporte Pts Reb Asts Val            | Estadísticas 17 Turnšek 8 Šćekić 4 Trantura, Jerković 18 Turnšek | Pabellón: Polideportivo Severo Rodríguez Asistencia: 32 espectadores Árbitros: Ivana Ivanovic Viktor Nagy Irene Frosolini |  |

#### Partido por el 9.º puesto
| 13 de julio de 2025 | Letonia                                                          | 60–66                                 | Hungría                                                               | Los Llanos de Aridane |  |
| 17:30               | Parciales: 10–15, 12–20, 18–13, 20–18                            | Parciales: 10–15, 12–20, 18–13, 20–18 | Parciales: 10–15, 12–20, 18–13, 20–18                                 | |  |
|                     | Estadísticas Plorina, Luzgina 14 Plorina 15 Luzgina 5 Plorina 21 | Reporte Pts Reb Asts Val              | Estadísticas 26 Drahos 7 Gréts, Kendelényi 4 Tres jugadoras 24 Drahos | Pabellón: Polideportivo Severo Rodríguez Asistencia: 21 espectadores Árbitros: Petr Hrůša Mladen Lucic Megaklis-Konstantinos Marinakis |  |

## Medallero
| Finlandia | España | Francia |
| Mona Pasanen Tiia Talonen Erika Mace Ada Luukkanen Jessi Nenonen Eevi Seppa Silja Loukola Anna Gardziella Alina Nikkila Nicole Ogun Ilda Riihela Aluel Machol | Aina Cargol Gina García María Cintas Mireia Jurado Mireya Sanz Inés Monje Xenia Salzmann Leyre Urdiain Noelia Mouriño Adriana Díaz Sara Okeke Nicole Domínguez | Chloé Rousselière Manon Simplot Emma Broliron Imani Nguinabe Lana Bentoumi Alicia Tournebize Justine Loubens Kathy-Emma Otto Thelma Leray Manon Greusard Claire Dalstra Ines Zounia |

## Estadísticas

### Clasificación final
| Pos.              | Equipo          | Balance | PF  | PC  | DP   |
| ----------------- | --------------- | ------- | --- | --- | ---- |
| Medalla de oro    | España          | 7–0     | 548 | 378 | +170 |
| Medalla de plata  | Finlandia       | 5–2     | 494 | 411 | +83  |
| Medalla de bronce | Francia         | 6–1     | 520 | 327 | +193 |
| 4º                | Bélgica         | 5–2     | 460 | 414 | +46  |
| 5º                | Polonia         | 5–2     | 450 | 416 | +34  |
| 6º                | Italia          | 4–3     | 427 | 415 | +12  |
| 7º                | Serbia          | 3–4     | 454 | 455 | -1   |
| 8º                | Montenegro      | 3–4     | 391 | 452 | -61  |
| 9º                | Hungría         | 4–3     | 425 | 453 | -28  |
| 10º               | Letonia         | 4–3     | 426 | 385 | +41  |
| 11º               | República Checa | 3–4     | 367 | 423 | -56  |
| 12º               | Eslovenia       | 3–4     | 421 | 448 | -27  |
| 13º               | Turquía         | 2–5     | 399 | 467 | -68  |
| 14º               | Grecia          | 1–6     | 361 | 475 | -114 |
| 15º               | Portugal        | 1–6     | 333 | 442 | -109 |
| 16º               | Israel          | 0–7     | 359 | 474 | -115 |

     – Descienden a la División B.

### Líderes

#### Jugadoras
| Jugadora         | PPP  |
| ---------------- | ---- |
| Maya Zilbershlag | 18,4 |
| Tjaša Turnšek    | 18   |
| Anna Liepina     | 16,4 |
| Jelena Bulajić   | 16   |
| Jovana Popović   | 15,2 |

| Jugadora          | RPP |
| ----------------- | --- |
| Laura Vilcinskas  | 9,7 |
| Anna Liepina      | 9,3 |
| Jada Lynch        | 9   |
| Alicia Tournebize | 8,9 |
| Annie Kibedi      | 8,8 |

| Jugadora        | APP |
| --------------- | --- |
| Gina García     | 5,6 |
| Jada Lynch      | 5   |
| Lina Jerkovic   | 5   |
| Jovana Popović  | 5   |
| Emma Giacchetti | 4,7 |

| Jugadora          | TPP |
| ----------------- | --- |
| Maria Burliga     | 2,4 |
| Anđela Rakočević  | 2,4 |
| Ayşenaz Harma     | 2   |
| Laura Vilcinskas  | 1,9 |
| Alicia Tournebize | 1,9 |
| Isabel Hassan     | 1,9 |

| Jugadora        | SPP |
| --------------- | --- |
| Erika Mace      | 3,1 |
| Leila Drahos    | 3   |
| Kathy-Emma Otto | 3   |
| Emma Giaccheti  | 3   |
| Milena Vujović  | 2,9 |

| Jugadora          | EPP  |
| ----------------- | ---- |
| Maria Burliga     | 20,9 |
| Tjaša Turnšek     | 19,9 |
| Anna Liepina      | 19,9 |
| Jovana Popović    | 18,8 |
| Alicia Tournebize | 18,3 |

#### Equipos
| Equipo    | PPP  |
| --------- | ---- |
| España    | 78,3 |
| Francia   | 74,3 |
| Finlandia | 70,6 |
| Bélgica   | 65,7 |
| Serbia    | 64,9 |

| Equipo    | RPP  |
| --------- | ---- |
| España    | 51   |
| Francia   | 50,9 |
| Bélgica   | 50,6 |
| Letonia   | 48,4 |
| Finlandia | 46,4 |

| Equipo  | APP  |
| ------- | ---- |
| España  | 24,4 |
| Francia | 23,9 |
| Letonia | 18   |
| Bélgica | 17,7 |
| Hungría | 17,6 |

| Equipo  | TPP |
| ------- | --- |
| Francia | 6,1 |
| Italia  | 5,4 |
| Turquía | 4,4 |
| Polonia | 4,4 |
| Bélgica | 4,3 |

| Equipo          | SPP  |
| --------------- | ---- |
| Hungría         | 13,4 |
| Finlandia       | 12,7 |
| España          | 12,6 |
| Francia         | 12,1 |
| República Checa | 11,3 |
| Montenegro      | 11,3 |
| Italia          | 11,3 |

| Equipo    | EPP  |
| --------- | ---- |
| Francia   | 101  |
| España    | 96   |
| Finlandia | 75,7 |
| Bélgica   | 72,7 |
| Polonia   | 71,3 |

## Premios y reconocimientos
| Quinteto ideal                                                      |
| ------------------------------------------------------------------- |
| Anna Gardziella Alicia Tournebize Jada Lynch Gina García Sara Okeke |
| MVP: Sara Okeke                                                     |